# Kettusaaret (ö i Lappland)
Kettusaaret är en ö i Finland. Den ligger i sjön Kivijärvi och i kommunen Ranua i den ekonomiska regionen  Rovaniemi ekonomiska region  och landskapet Lappland, i den norra delen av landet, 600 km norr om huvudstaden Helsingfors. Öns area är 0,2 hektar och dess största längd är 70 meter i nord-sydlig riktning.  Notera att namnet antyder att det är fråga om flera öar.